# Seattle SuperSonics 1968-1969
La stagione 1968-69 dei Seattle SuperSonics fu la 2ª nella NBA per la franchigia.
I Seattle SuperSonics arrivarono sesti nella Western Division con un record di 30-52, non qualificandosi per i play-off.

## Roster
| N° | Naz.                   | Ruolo | Sportivo      | Anno | Alt. | Peso |
| -- | ---------------------- | ----- | ------------- | ---- | ---- | ---- |
| 11 | Stati Uniti (bandiera) | G     | Tommy Kron    | 1943 | 196  | 91   |
| 12 | Stati Uniti (bandiera) | G     | Art Harris    | 1947 | 193  | 84   |
| 14 | Stati Uniti (bandiera) | A     | Tom Meschery  | 1938 | 198  | 98   |
| 19 | Stati Uniti (bandiera) | G     | Lenny Wilkens | 1937 | 185  | 82   |
| 22 | Stati Uniti (bandiera) | AC    | Bob Kauffman  | 1946 | 203  | 109  |
| 24 | Stati Uniti (bandiera) | AC    | Erwin Mueller | 1944 | 203  | 104  |
| 25 | Stati Uniti (bandiera) | G     | Al Hairston   | 1945 | 185  | 77   |
| 30 | Stati Uniti (bandiera) | AC    | John Tresvant | 1939 | 201  | 98   |
| 33 | Stati Uniti (bandiera) | A     | Al Tucker     | 1943 | 203  | 86   |
| 34 | Stati Uniti (bandiera) | A     | Joe Kennedy   | 1947 | 198  | 95   |
| 41 | Stati Uniti (bandiera) | AC    | Dorie Murrey  | 1943 | 203  | 98   |
| 43 | Stati Uniti (bandiera) | GA    | Plummer Lott  | 1945 | 196  | 95   |
| 44 | Stati Uniti (bandiera) | G     | Rod Thorn     | 1941 | 193  | 88   |
| 45 | Stati Uniti (bandiera) | AC    | Bob Rule      | 1944 | 206  | 100  |

## Staff tecnico
- Allenatore: Al Bianchi